# Powers Lake (Wisconsin)
Powers Lake – jednostka osadnicza w Stanach Zjednoczonych, w stanie Wisconsin, w hrabstwie Kenosha.